# Pieve del Grappa
Pieve del Grappa ist eine nordostitalienische Gemeinde (comune) mit 6657 Einwohnern (Stand 31. Dezember 2023) in der Provinz Treviso in Venetien. Die Gemeinde liegt etwa 34 Kilometer nordwestlich von Treviso. Pieve del Grappa grenzt unmittelbar an die Provinz Belluno und die Provinz Vicenza und gehört zur Unione Montana del Grappa. 

## Geschichte
Zum 30. Januar 2019 wurde Pieve del Grappa aus den Kommunen Crespano del Grappa und Paderno del Grappa gebildet. Der Verwaltungssitz befindet sich in Crespano del Grappa. 

## Sehenswürdigkeiten
- Dom von Crespano (Patrozinium: Markus und Pankratius), neoklassizistischer Kirchbau aus dem 18. Jahrhundert
- Kirche Mariä Himmelfahrt in Paderno del Grappa

## Persönlichkeiten
- Angelo Ramazzotti (1800–1861), Patriarch von Venedig, hier verstorben
- Raffaele Carlo Rossi (1876–1948), Kardinal, hier verstorben
- Lamberto Dalla Costa (1920–1982), Bobfahrer
- Cipriano Chemello (1945–2017), Radrennfahrer, Weltmeister in der Mannschaftsverfolgung
- Franco Dalla Valle SDB (1945–2007), katholischer Ordensgeistlicher, Bischof von Juína in Brasilien
- Renato Marangoni (* 1958), katholischer Geistlicher, Bischof von Belluno-Feltre
- Pietro La Fontaine (1860–1935), Kardinal und Patriarch von Venedig, im Ortsteil Fietta verstorben

## Gemeindepartnerschaft
Die Ortschaft Paderno del Grappa unterhält seit 1990 eine Partnerschaft mit dem niederbayerischen Markt Mallersdorf-Pfaffenberg (Deutschland). Crespano del Grappa pflegt seit 2000 eine Partnerschaft mit der US-amerikanischen Gemeinde Folsom in Kalifornien.